# موريس برونر
موريس برونر (29 يناير 1991 مانيدورف سويسرا - ) هو لاعب كرة قدم سويسري يلعب كلاعب وسط.

## روابط خارجية
- موريس برونر على موقع قاعدة بيانات كرة القدم.إي يو (الإنجليزية)
- موريس برونر على موقع Soccerway.com (الإنجليزية)
- موريس برونر على موقع عالم كرة القدم.نت (الإنجليزية)
- موريس برونر على موقع AS.com (الإسبانية)